# Cal Millars
Cal Millars és una masia del municipi de Castellfollit de Riubregós (Anoia) inclosa en l'Inventari del Patrimoni Arquitectònic de Catalunya.

## Descripció
Gran casal de planta quadrangular, fet tot ell en pedra de bon carreu. Té diverses edificacions annexes de caràcter auxiliar, totes elles també de pedra i amb grans contraforts de talús que confereixen un aspecte fortificat al conjunt.